# Leeds and Liverpool Canal

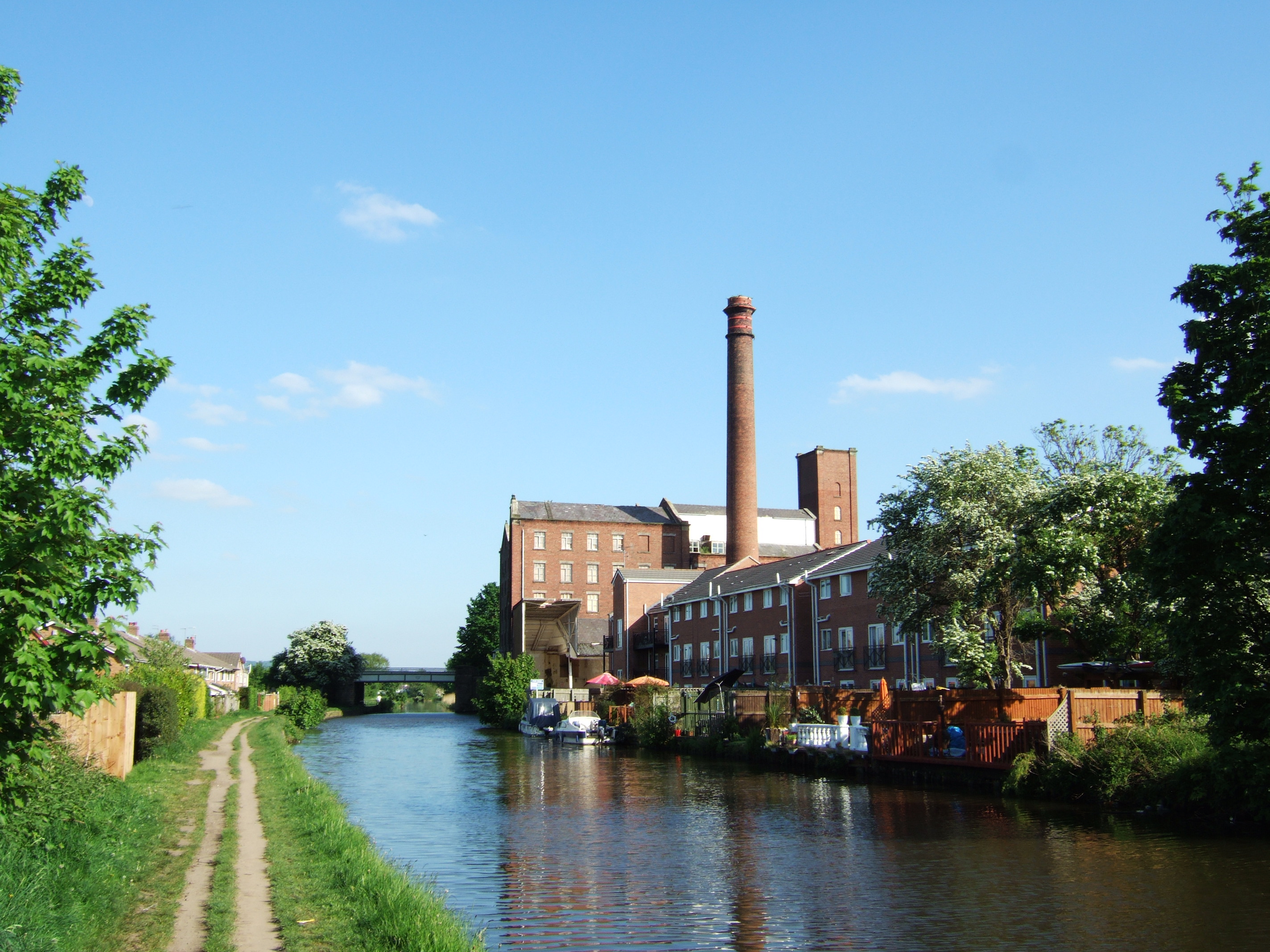
Kanał w Burscough

Leeds and Liverpool Canal – kanał wodny w Anglii, łączący miasta Liverpool i Leeds. Długość 204 kilometry, posiada 91 śluz oraz odnogi do Rufford i Leigh.

## Historia budowy
Budowa kanału rozpoczęła się w 1770 w Liverpoolu. Pierwszy etap z Bingley do Skipton oddano w 1773. W następnym roku oddano odcinek ze Skipton do Shipley, wraz z zespołem śluz oraz akweduktem nad rzeką Aire oraz odnogą do Bradford. W 1775 budowa dotarła do Gargrave, a w 1777 połączył się z systemem nawigacyjnym w Leeds. Budowa zachodniej części kanału osiągnęła w 1781 Wigan. W tym roku, po ukończeniu odnogi do Rufford budowę wstrzymano na kilka lat z powodu toczącej się wojny o niepodległość Stanów Zjednoczonych.
Prace wznowiono w 1789, budując odcinek od Gargrave do Barrowford. W 1796 ukończono budowę tunelu w Foulridge o długości 1500 metrów. Następnie kanał przedłużano do Enfield (1801) i Blackburn (1810) – w tym czasie prace zostały zwolnione z powodu brytyjskiego zaangażowania w wojny napoleońskie. Budowę głównej części ukończono w 1816. Żegluga na kanale funkcjonowała do 1980. W 2009 otwarto łącznik z południowymi dokami Liverpoolu (Liverpool Canal Link).

## Trasa kanału
- Leeds
- Granary Wharf
- Armley Pool
- Kirkstall
- Bramley
- Rodley
- Calverley
- Apperley Bridge
- Shipley
- Saltaire
- Bingley
- Keighley
- Silsden
- Kildwick
- Skipton
- Gargrave
- East Marton
- Barnoldswick
- Salterforth
- Foulridge Tunel
- Barrowford
- Nelson
- Brierfield
- Reedley
- Burnley
- Ightenhill
- Gannow Tunnel
- Hapton
- Clayton-le-Moors
- Church
- Oswaldtwistle
- Rishton
- Blackburn
- Riley Green
- Wheelton
- Johnson's Hillock
- Chorley
- Leigh
- Wigan – molo w Wigan
- Appley Bridge
- Parbold
- Lathom

odnoga do Rufford:
- Rufford
- Sollom
- Tarleton

- Burscough
- Scarisbrick
- Halsall
- Haskayne
- Downholland Cross
- Lydiate
- Maghull
- Melling
- Aintree
- Litherland
- Bootle
- Vauxhall

odnoga Stanley Dock:
- Stanley Dock

- Liverpool

## Kanał w kulturze
Molo w Wigan opisał George Orwell w artykule Droga na molo w Wigan.